# Grewia voloina
Grewia voloina är en malvaväxtart som beskrevs av René Paul Raymond Capuron. Grewia voloina ingår i släktet Grewia och familjen malvaväxter. Inga underarter finns listade i Catalogue of Life.